# Gnomonia
Gnomonia is een geslacht behorend tot de familie Gnomoniaceae. De typesoort is Gnomonia vulgaris.

## Soorten
Volgens Index Fungorum telt het 112 soorten (peildatum maart 2024):
| Soortnaam                                     | Auteur(s)                          | Publicatiejaar |
| --------------------------------------------- | ---------------------------------- | -------------- |
| Gnomonia acaenae                              | Spooner                            | 1980           |
| Gnomonia aceris                               | Feltgen                            | 1901           |
| Gnomonia aesculi                              | Oudem.                             | 1902           |
| Gnomonia agrifoliae                           | M.E. Barr                          | 1991           |
| Gnomonia almeidaeana                          | Sousa da Câmara & Luz              | 1939           |
| Gnomonia alnea                                | (Fr.) Sogonov                      | 2008           |
| Gnomonia amenticola                           | (Ces.) Příhoda                     | 1956           |
| Gnomonia amoena (Hazelaarsnavelkogeltje)      | (Nees & T. Nees) Fuckel            | 1870           |
| Gnomonia appendiculata                        | A.K. Kar & Maity                   | 1970           |
| Gnomonia ariae                                | (DC.) Fuckel                       | 1870           |
| Gnomonia artospora                            | (Dearn. & House) Dearn. & House    | 1940           |
| Gnomonia betulae-pubescentis                  | M. Monod                           | 1983           |
| Gnomonia betulina                             | Vleugel                            | 1917           |
| Gnomonia bicolor                              | Matsush.                           | 1996           |
| Gnomonia bullata                              | B.J. Murray                        | 1926           |
| Gnomonia californica                          | M. Monod                           | 1983           |
| Gnomonia carpinicola (Haagbeuksnavelkogeltje) | (Höhn.) Sogonov                    | 2008           |
| Gnomonia caryae                               | F.A. Wolf                          | 1912           |
| Gnomonia centaureae                           | Hollós                             | 1928           |
| Gnomonia cerastis (Esdoornsnavelkogeltje)     | (Riess) Ces. & De Not.             | 1863           |
| Gnomonia chloridis                            | Gonz. Frag. & Cif.                 | 1928           |
| Gnomonia cingulata                            | Beck                               | 1926           |
| Gnomonia circumscissa                         | McAlpine                           | 1902           |
| Gnomonia curvirostra                          | (Sowerby) Sacc.                    | 1882           |
| Gnomonia cylindrospora                        | E. Müll.                           | 1965           |
| Gnomonia dalibardae                           | M.E. Barr                          | 1978           |
| Gnomonia dilacerans                           | Rehm                               | 1907           |
| Gnomonia dispora                              | Demaree & Cole ex M.E. Barr        | 1978           |
| Gnomonia echinopis                            | Hollós                             | 1929           |
| Gnomonia elaeocarpa                           | B.C. Paulus, M.E. Barr & K.D. Hyde | 2003           |
| Gnomonia empetri                              | Lind                               | 1928           |
| Gnomonia epidermidis                          | Feltgen                            | 1903           |
| Gnomonia extremiorientalis                    | Lar.N. Vassiljeva                  | 1998           |
| Gnomonia fagi                                 | Ritschl                            | 1937           |
| Gnomonia fahrendorffii                        | M. Monod                           | 1983           |
| Gnomonia fimbriata                            | (Pers.) Fuckel                     | 1870           |
| Gnomonia fumanae                              | Tóth                               | 1960           |
| Gnomonia geranii-macrorrhizi                  | Fakirova                           | 1995           |
| Gnomonia gnomon (Naaldsporig snavelkogeltje)  | (Tode) J. Schröt.                  | 1897           |
| Gnomonia graphis                              | Fuckel                             | 1870           |
| Gnomonia grewiae                              | Ciccar.                            | 1951           |
| Gnomonia heimii                               | Negru                              | 1964           |
| Gnomonia hieracii                             | Feltgen                            | 1903           |
| Gnomonia hsienjenchang                        | I. Hino & Katum.                   | 1958           |
| Gnomonia incrassata                           | Sogonov                            | 2008           |
| Gnomonia jaczewskii                           | Negru & Diţu?                      | 1963           |
| Gnomonia kisslingii                           | M. Monod                           | 1983           |
| Gnomonia kodaikanalensis                      | Ananthap.                          | 1988           |
| Gnomonia leightonii                           | (Berk. & Broome) Aptroot           | 2006           |
| Gnomonia lithocarpicola                       | W.H. Hsieh, Chi Y. Chen & Sivan.   | 1995           |
| Gnomonia litseae                              | Syd. & P. Syd.                     | 1914           |
| Gnomonia lonicerae                            | M. Monod                           | 1983           |
| Gnomonia lysimachiae                          | Petr.                              | 1923           |
| Gnomonia mangiferae                           | G. Malhotra & Mukerji              | 1978           |
| Gnomonia manihotis                            | Punith.                            | 1974           |
| Gnomonia megalocarpa                          | (I. Hino & Katum.) Tak. Kobay.     | 1970           |
| Gnomonia milleri                              | M. Monod                           | 1983           |
| Gnomonia monodii                              | Sogonov                            | 2008           |
| Gnomonia nantensis                            | M. Monod                           | 1983           |
| Gnomonia neognomon                            | Sogonov                            | 2008           |
| Gnomonia nerviseda                            | Cole                               | 1933           |
| Gnomonia nervisequa                           | Fuckel                             | 1870           |
| Gnomonia norvegica                            | M. Monod                           | 1983           |
| Gnomonia orcispora                            | Sogonov                            | 2008           |
| Gnomonia orientalis                           | M. Monod                           | 1983           |
| Gnomonia oryzae                               | I. Miyake                          | 1910           |
| Gnomonia palustris                            | M. Monod                           | 1983           |
| Gnomonia papuana                              | Sivan. & D.E. Shaw                 | 1977           |
| Gnomonia pascoe                               | H.C. Sm.                           | 2008           |
| Gnomonia pecanae                              | (Cole) M. Monod                    | 1983           |
| Gnomonia peckii                               | M. Monod                           | 1983           |
| Gnomonia pendulorum                           | Sogonov                            | 2008           |
| Gnomonia petrophilae                          | Gucevič                            | 1967           |
| Gnomonia ploettneriana                        | Kirschst.                          | 1939           |
| Gnomonia polyasca                             | Tochinai & Yamagiwa                | 1934           |
| Gnomonia pratensis                            | Svrček                             | 1974           |
| Gnomonia pruni                                | Fuckel                             | 1870           |
| Gnomonia prunicola                            | (Höhn.) M. Monod                   | 1983           |
| Gnomonia pseudoamoena                         | M. Monod                           | 1983           |
| Gnomonia pulcherrima                          | Seaver & Waterston                 | 1940           |
| Gnomonia queenslandica                        | B.C. Paulus, M.E. Barr & K.D. Hyde | 2003           |
| Gnomonia quercicola                           | (Teng) M. Monod                    | 1983           |
| Gnomonia quercus-borealis                     | M. Monod                           | 1983           |
| Gnomonia radicicola                           | Noordel., Kesteren & Veenb.-Rijks  | 1989           |
| Gnomonia raui                                 | (Ellis & Everh.) Petr.             | 1962           |
| Gnomonia rhoicola                             | M.E. Barr                          | 1978           |
| Gnomonia rhoina                               | Feltgen                            | 1901           |
| Gnomonia ribicola                             | M.E. Barr                          | 1978           |
| Gnomonia ribis                                | (M.E. Barr) M.E. Barr              | 1991           |
| Gnomonia riparia (Viersporig snavelkogeltje)  | Niessl                             | 1875           |
| Gnomonia robertiani                           | Petr.                              | 1925           |
| Gnomonia rodmanii                             | Sogonov                            | 2008           |
| Gnomonia salicina                             | Moesz                              | 1918           |
| Gnomonia salicis-auritae                      | M. Monod                           | 1983           |
| Gnomonia salina                               | E.B.G. Jones                       | 1962           |
| Gnomonia scitaminearum                        | Höhn.                              | 1932           |
| Gnomonia sentierensis                         | M. Monod                           | 1983           |
| Gnomonia sibbaldiae                           | Petr.                              | 1931           |
| Gnomonia sieversiae                           | M. Monod                           | 1983           |
| Gnomonia similisetacea                        | M.E. Barr                          | 1979           |
| Gnomonia skiftei                              | M. Monod                           | 1983           |
| Gnomonia skokomishica                         | Sogonov                            | 2008           |
| Gnomonia stahlii                              | Kleb.                              | 1918           |
| Gnomonia tetraspora                           | G. Winter                          | 1872           |
| Gnomonia tithymalina                          | Sacc. & Briard                     | 1885           |
| Gnomonia triostei                             | (Dearn. & House) Dearn.            | 1940           |
| Gnomonia vallesiaca                           | M. Monod                           | 1983           |
| Gnomonia vepris                               | Mouton                             | 1900           |
| Gnomonia vescae                               | M. Monod                           | 1983           |
| Gnomonia viburni-opuli                        | M. Monod                           | 1983           |
| Gnomonia virginianae                          | Sogonov                            | 2008           |
| Gnomonia vitis-idaeae                         | Feltgen                            | 1901           |